# Catedral de San Luis (Saint-Louis de Senegal)
La «Catedral de San Luis de Senegal» (en francés: Cathédrale Saint Louis) está situada en la plaza de armas, en el sur del distrito de la isla San Luis, siendo la iglesia más antigua de África occidental. 

## Historia

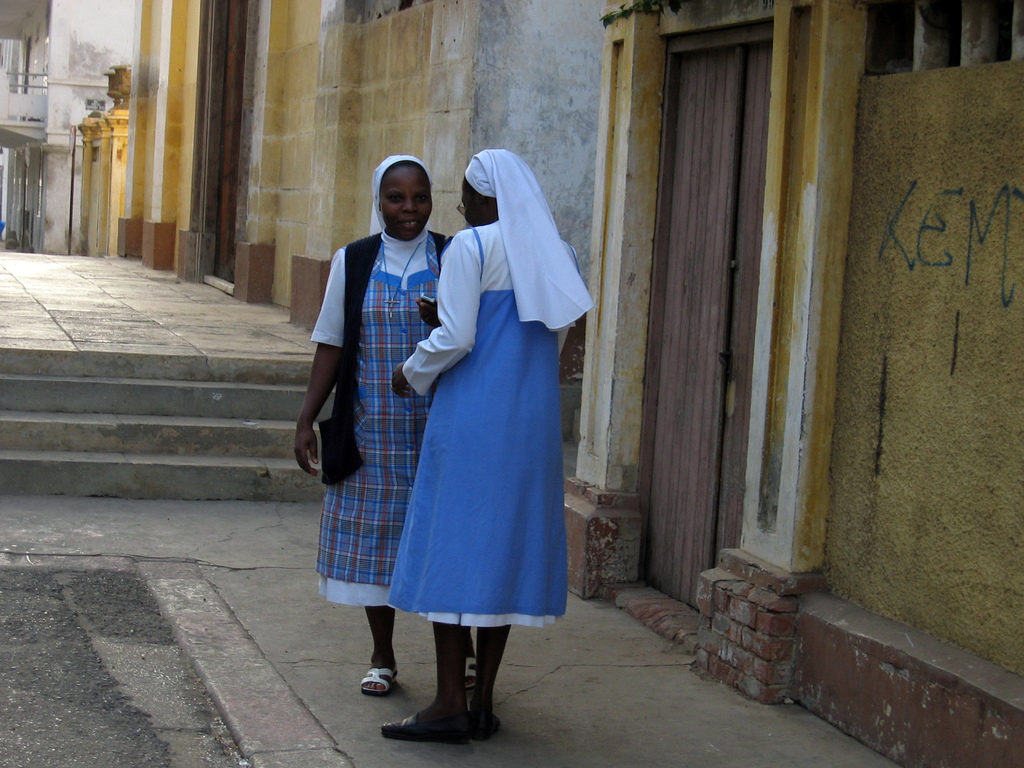
Dos monjas cerca de la Catedral de San Luis 2007.

Los cristianos de San Luis no tuvieron una verdadera iglesia por muchos años. Se reunieron en varios lugares dentro de la fortaleza, en el hospital militar o en casas particulares, tales como la de Juan Thévenot, que era el alcalde de 1765 en 1778. los ocupantes británicos incluso llegaron a prohibir la presencia de los sacerdotes y toda expresión religiosa.
La recuperación de la colonia por los franceses en enero de 1817 cambia la situación. A su llegada a la isla en 1822 la madre Anne-Marie Javouhey, fundadora de la orden de Hermanas de San José de Cluny, promueve construcción de una verdadera iglesia. Es apoyado por el capitán, Roger Baron, que puso la primera piedra en 11 de febrero de 1827. La piedra fue bendecida por el padre prefecto apostólico Girardon. El edificio estuvo abierto a los fieles el año siguiente, se pasó el día 4 de noviembre de 1828. En Gore, la Iglesia de San Carlos Borromeo, a su vez se completará en 1830.

## Arquitectura

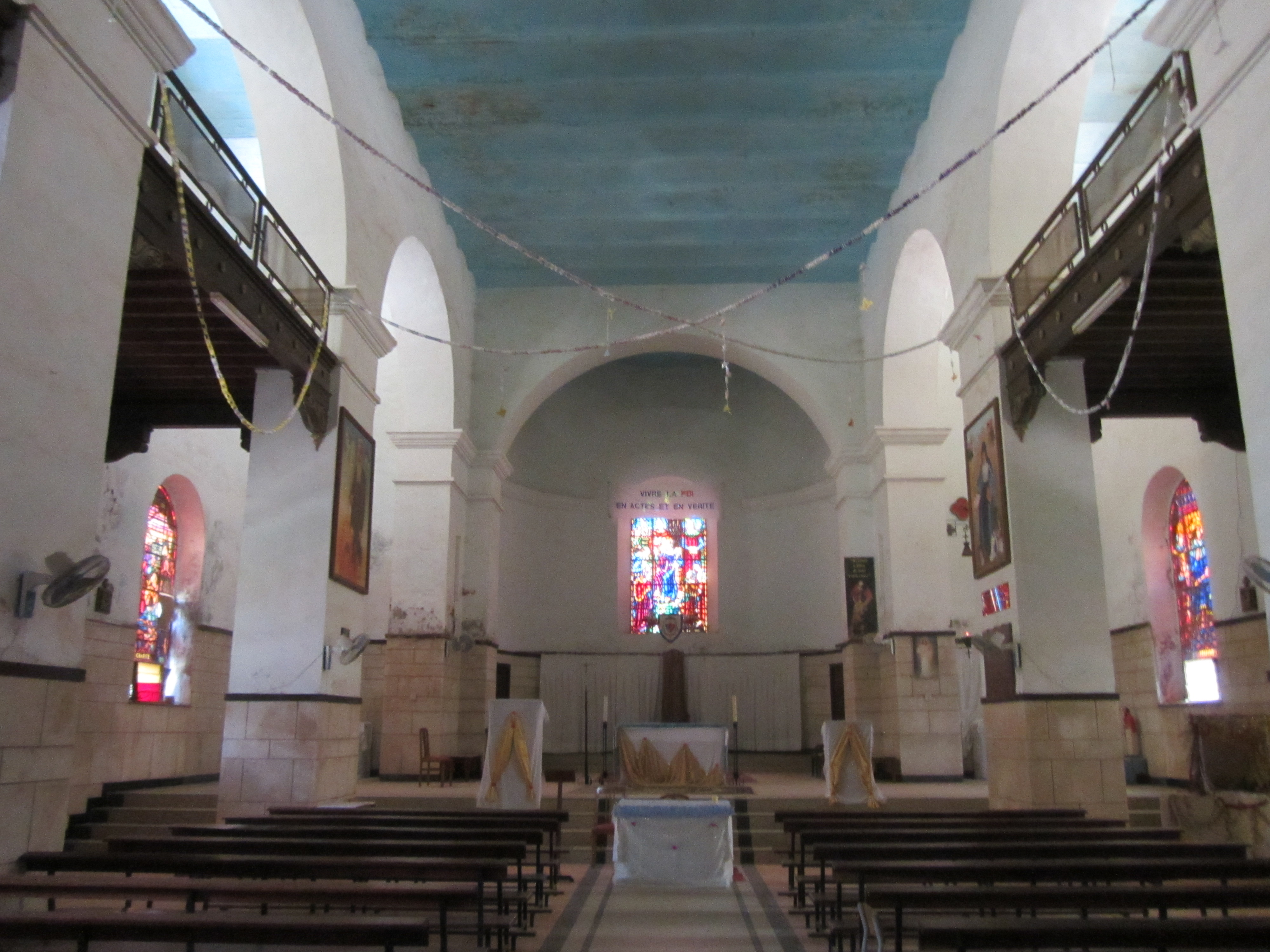
Interior de la catedral.

Su plan de recuperaciones (en menor proporción) iglesias construidas en esa época en Francia: tres buques con crucero. Foros cerrados barandillas de metal con vistas a los pasillos. 
Su fachada neoclásico con sus dos torres cuadradas que dan una cierta monumentalidad. La estatua del rey de Francia se encuentra en el pórtico de entrada.
Al igual que el resto de la isla, la catedral aparece desde 2000 en el Lista del Patrimonio Mundial de la UNESCO, pero las aves la erosión y la falta de medios se han Debido a su sencilla elegancia y sus pilares gigantes están sufriendo de "irreversible la osteoartritis de arquitectura"